# National Register of Historic Places

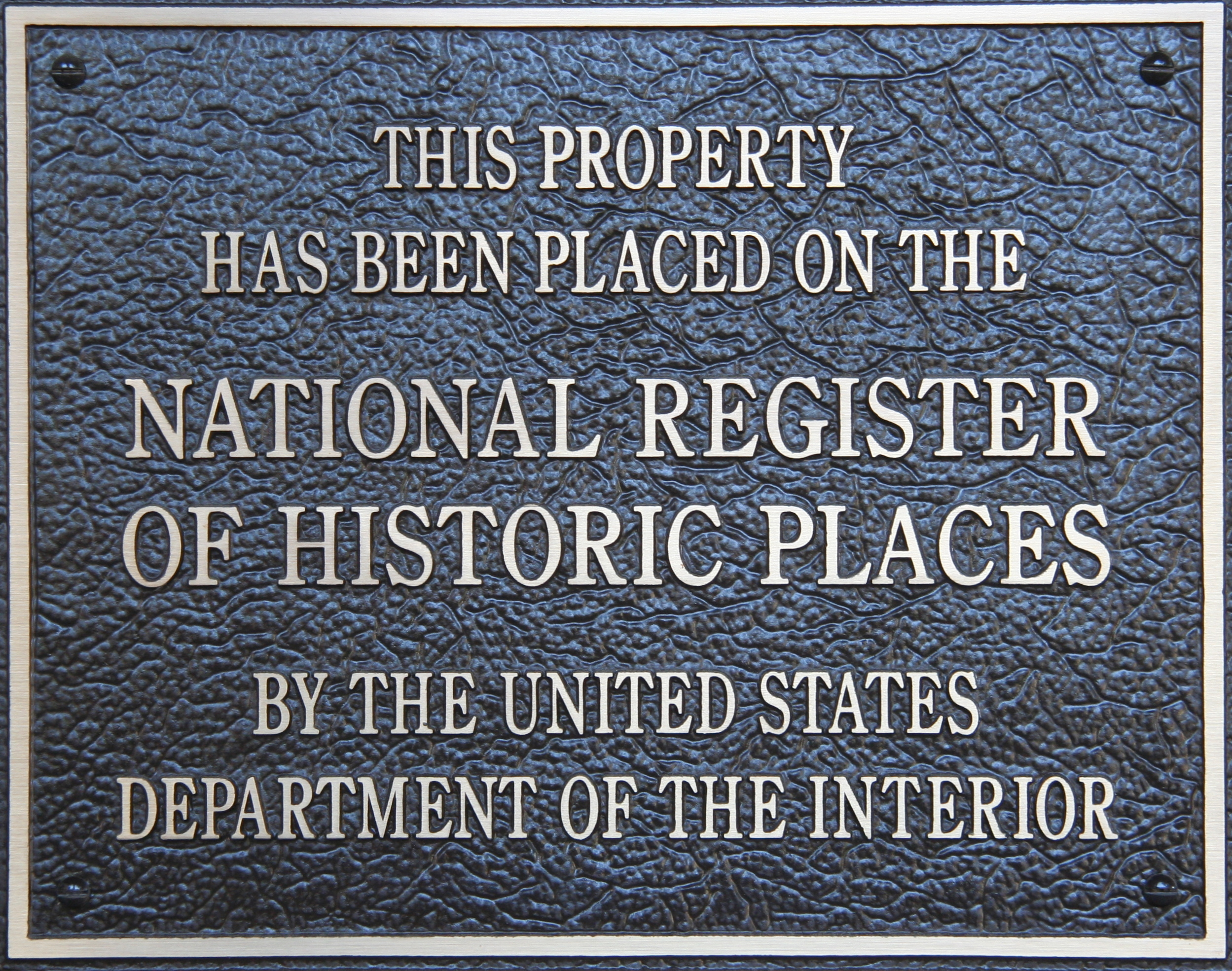
Plakett som upplyser om upptagelse i National Register of Historic Places.

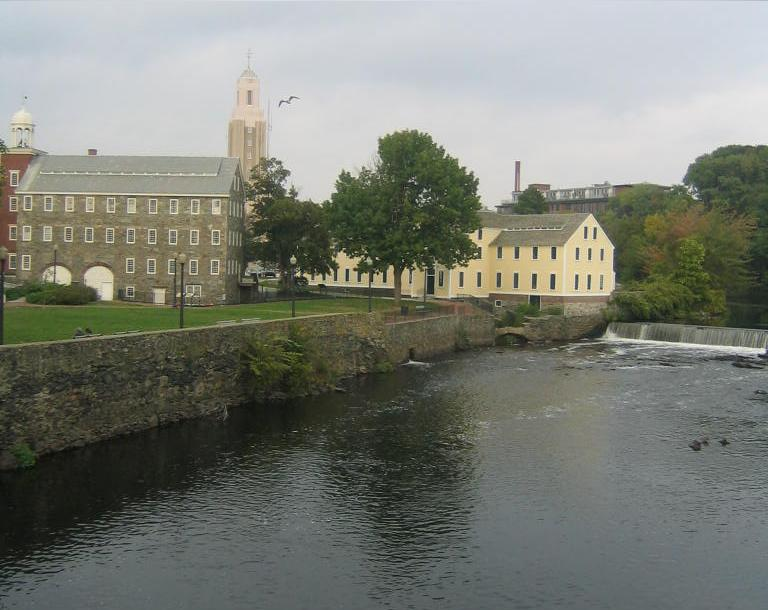
Old Slater Mill, ett historiskt distrikt i Rhode Island, har NRHP-numret 66000001 och blev det första föremålet på listan den 13 november 1966.

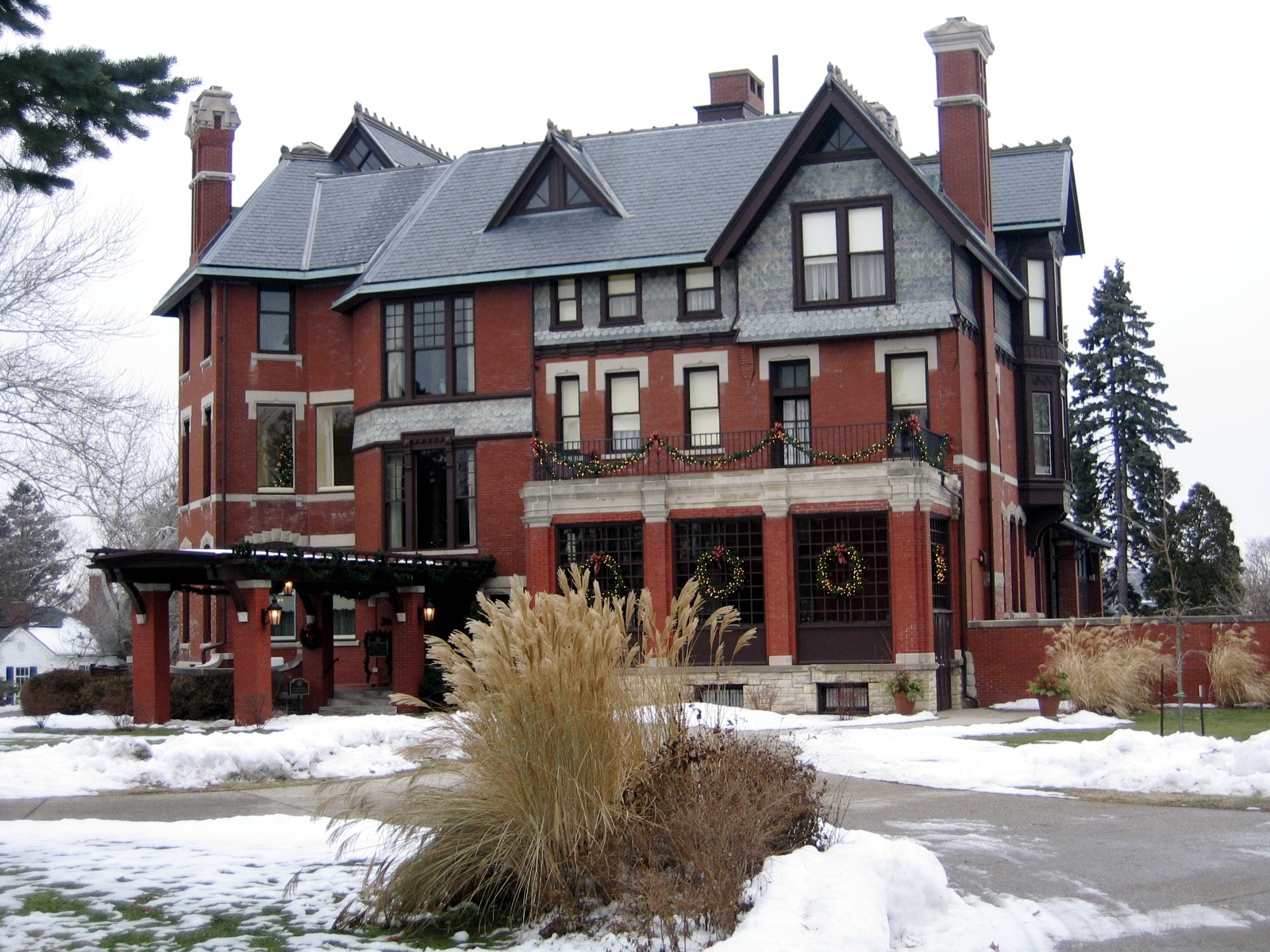
Brucemore house i Cedar Rapids, Iowa.

National Register of Historic Places (kort: NRHP) är en officiell lista från USA:s inrikesdepartement över kulturellt viktiga distrikt, städer, byggnader, strukturer och föremål. Registret startades 1966 när lagen National Historic Preservation Act (NHPA) infördes. Registret består av mer än 1 miljon fastigheter med mera varav 80 000 är listat individuellt. Varje år läggs ungefär 30 000 nya fastigheter till registret, antingen som en del av ett skyddsvärt område eller som ett individuellt föremål.
Särskilt betydelsefulla platser har beteckningen National Historic Landmark (NHL).

## Platser med svensk anknytning
- Fort Christina, Wilmington, Delaware (även NHL)
- Holy Trinitykyrkan, Wilmington (även NHL)
- Fort Nya Göteborg (gården Printzhof), Tinicum, Pennsylvania (även NHL)
- Gloria Deikyrkan, Philadelphia, Pennsylvania
- Trinitykyrkan, Swedesboro, New Jersey
- Nothnagle House, Gibbstown, New Jersey

## Bildgalleri

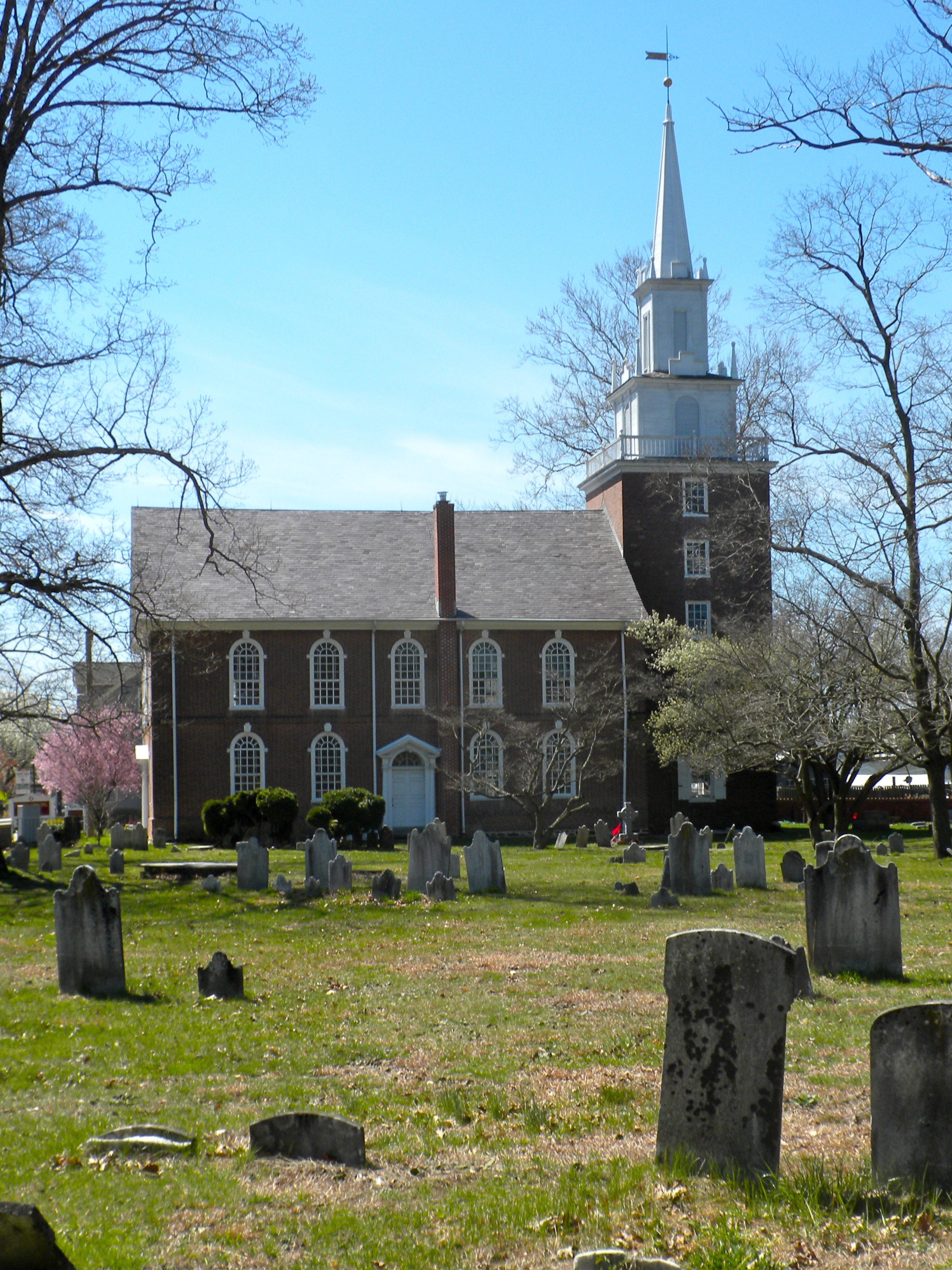
Trinity Church (Old Swedes')
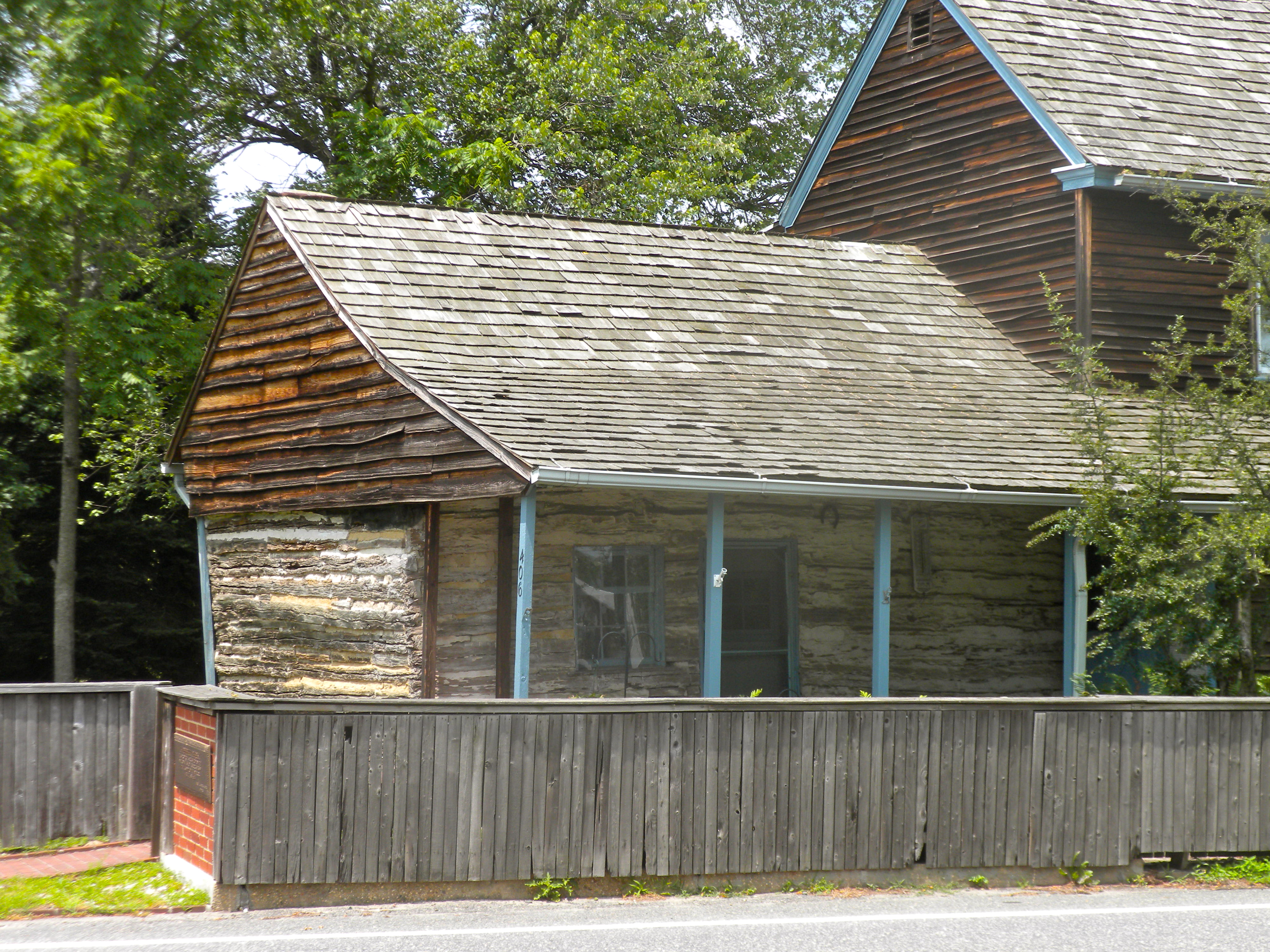
Nothnagle House
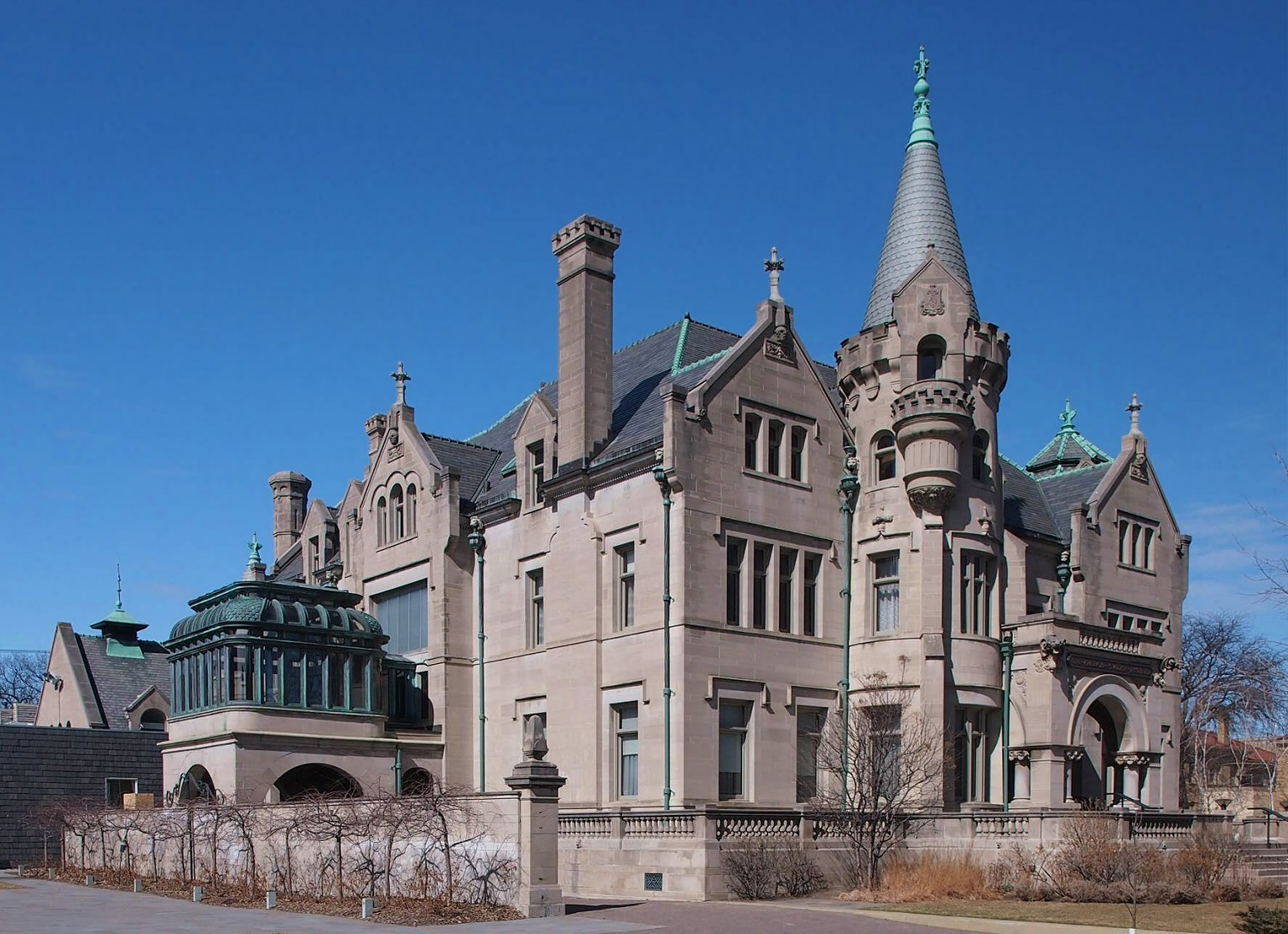
Swan Turnblad Mansion.
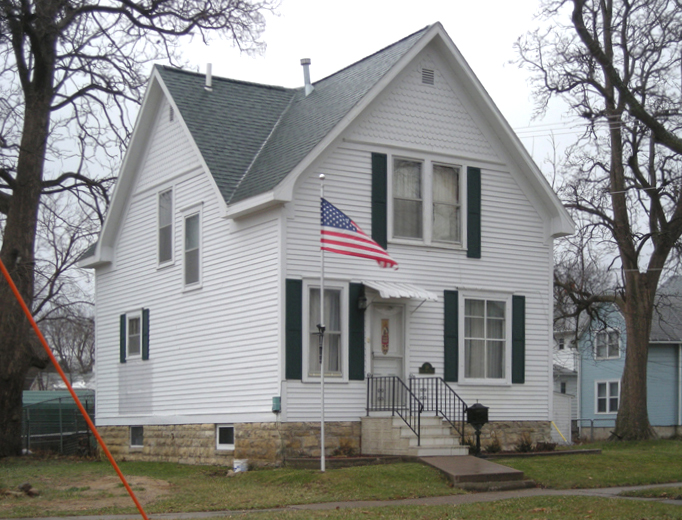
Grant Woods barndomshem i Cedar Rapids, Iowa   listad som en av de mest hotade historiska platserna i Iowa.